# Twelve Apostles (Australien)
Die Twelve Apostles (deutsch Zwölf Apostel) sind bis zu 60 Meter hohe, im Meer stehende Felsen aus Kalkstein. Sie liegen zwischen Princetown und Port Campbell im Coastal Ward des Verwaltungsbezirks Corangamite Shire im australischen Bundesstaat Victoria im Port-Campbell-Nationalpark. Sie sollen nach Uluṟu (Ayers Rock) die meistfotografierte Touristenattraktion Australiens sein. Sonnenauf- und -untergang lassen die Felsen in der Brandung leuchten. Sie bilden einen der Höhepunkte an der Great Ocean Road, einer spektakulären Küstenstraße im Südosten Australiens, und des parallel verlaufenden Pfad Great Ocean Walk.

## Name
Die Twelve Apostles wurden früher The Sow and Pigs (deutsch: Die Sau und Schweine; Pigs wurden häufig durch Piglets, d. h. Schweinchen ersetzt) beziehungsweise Muttonbird Island genannt, wie dies auf einer Karte vermerkt ist, die Charles La Trobe im März 1864 auf seiner Entdeckungsreise nach Cape Otway benutzte. Muttonbird Island liegt allerdings vor der Loch Ard Gorge. Es wird angenommen, dass der heutige Name Zwölf Apostel in den 1950er Jahren aufkam, obwohl es schon damals keine zwölf, sondern nur neun Felsensäulen gab.

## Felsformation
Die pfeilerartigen Gebilde unterschiedlicher Höhe und Durchmessers entstanden durch die erosive Kraft des Meeres. Jährlich weicht die Steilküste der Port-Campbell-Klippen um rund zwei Zentimeter weiter zurück. Widerstandsfähigere Partien bildeten zunächst Halbinseln, die später nur noch mittels natürlicher Brücken Verbindung zum Festland hielten. Wie 1990 beim sogenannten London Arch brachen diese Konstruktionen im Laufe der Zeit zusammen, und auch die Felstürme der Zwölf Apostel sind geologisch gesehen nur eine Erscheinung von kurzer Dauer. Die karbonatische Grundsubstanz aus der Heytesbury-Gruppe wurde im tertiären Miozän im Otway-Becken nach einem Meeresspiegelanstieg abgelagert.
Trotz ihres Namens bestand die Formation nur aus neun Felsen. Nachdem am 3. Juli 2005 ein 50 m hoher Felsen (vergleiche die beiden Bilder von 2002 und 2012) aufgrund des natürlichen Erosionsprozesses an der Basis des Felsens in sich zusammenstürzte, waren es nur noch acht Felssäulen. Im September 2009 stürzte ein weiterer Felsen ein, von dem ursprünglich angenommen wurde, dass er zu den Aposteln gehörte. Es stellte sich jedoch heraus, dass der eingestürzte Felsen einer Schwesterformation angehörte.
Die Zwölf Apostel sind Teil einer Reihe von Felsformationen entlang dieses Küstenabschnittes. Weitere Sehenswürdigkeiten in der Umgebung sind Pudding Basin Rock, Loch Ard Gorge, London Arch, The Razorback, das unbewohnte Muttonbird Island, Thunder Cave, The Blowhole, Elephant Rock, Gibson steps, Bay of Islands, Bay of Martyrs, Bakers Oven und The Grotto.
Das Meeresgebiet, in dem die Zwölf Apostel liegen, ist durch den Twelve-Apostles-Meeresnationalpark geschützt.

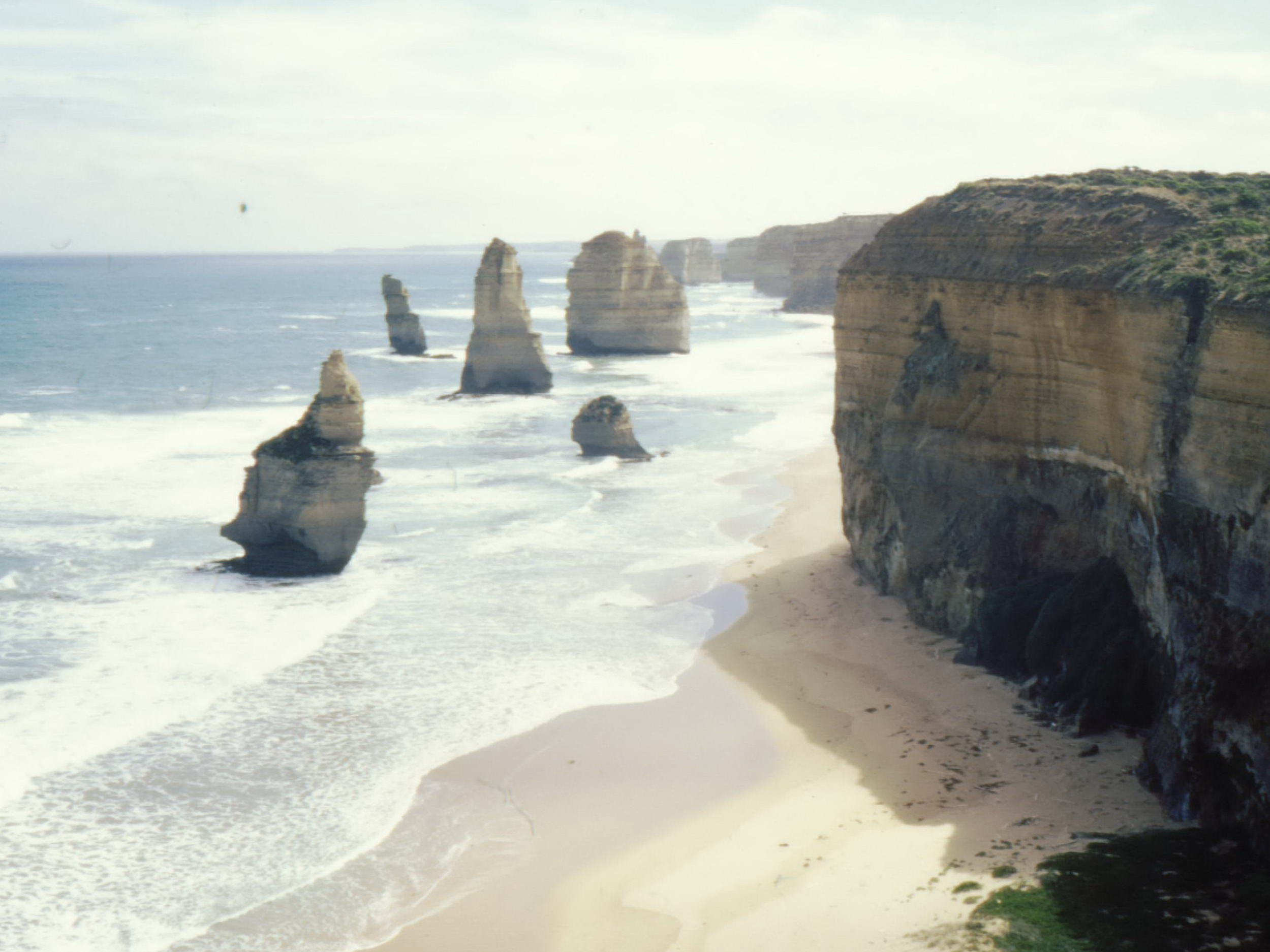
2002 vor dem Einsturz
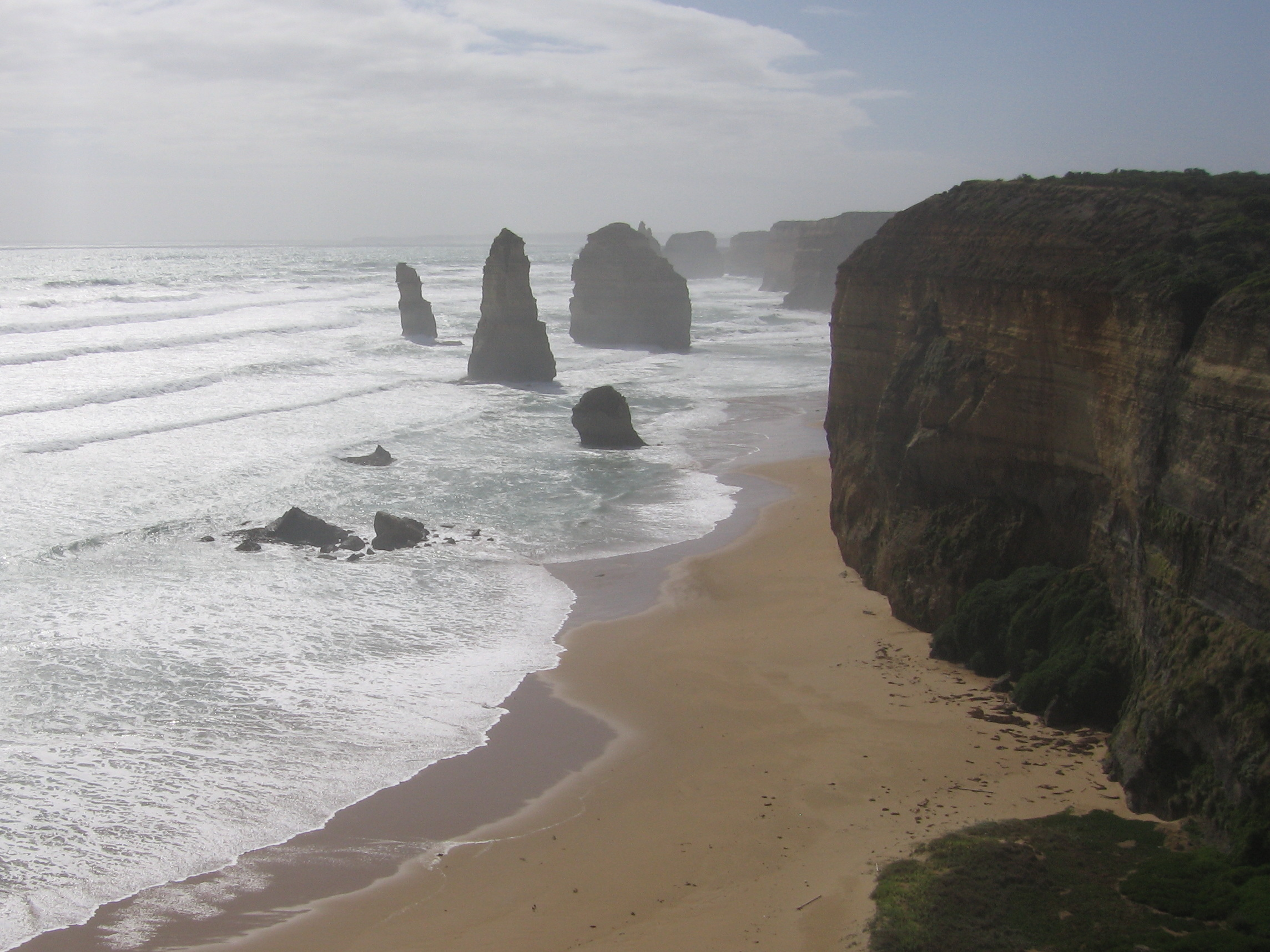
2012 nach dem Einsturz (vorn links)